# Цан (прізвище)
Цан, Цанн (нім. Zahn — Зуб) — німецьке прізвище.

## Відомі носії
- Ебергард Цан (1910 — 2010) — німецький офіцер, оберст-лейтенант резерву вермахту. Кавалер Лицарського хреста Залізного хреста з дубовим листям.
- Гільмар Цан (1919 — 2008) — німецький офіцер, обер-лейтенант люфтваффе. Кавалер Лицарського хреста Залізного хреста.
- Лотар Цан (1911 — 1989) — німецький офіцер, майор вермахту. Кавалер Лицарського хреста Залізного хреста.

## Персонажі
- Еріх Цанн — персонаж оповідання Говарда Лавкрафта «Музика Еріха Цанна».